# Уксунни
Уксунни́ (рос. Уксунны, башк. Уҡҫынны) — присілок у складі Аургазинського району Башкортостану, Росія. Входить до складу Ісмагіловської сільської ради.
Населення — 73 особи (2010; 71 в 2002).
Національний склад:
- татари — 100%